# Metachrostis quinaria
Metachrostis quinaria is een vlinder uit de familie spinneruilen (Erebidae). De wetenschappelijke naam is voor het eerst geldig gepubliceerd in 1881 door Moore.
De soort komt voor in tropisch Afrika.